# Palais Carondelet
Le palais Carondelet est le siège du gouvernement et la résidence officielle du président de la république d'Équateur. Il est situé dans le centre historique de la capitale, Quito. C'est l'un des principaux symboles de l'État équatorien. Il est situé en bordure de la place de l'Indépendance, autour de laquelle sont aussi situés le palais archiépiscopal, le palais municipal, le palais de Pizarro, la Maison des Maires, le palais de la Curie et la cathédrale métropolitaine. Durant la période de colonisation espagnole, il était le siège de la Real Audiencia de Quito.
Selon la tradition locale, c'est Simón Bolívar qui l'aurait dénommé palais de Carondelet en référence à Francisco Luis Héctor Baron de Carondelet, qui a commandité la construction de sa façade. Cependant, il n'est jamais dénommé ainsi dans les documents officiels.
Le palais présidentiel et son annexe, le palais de la vice-présidence, occupent un bloc d'environ 80 mètres de côté, soit 6400 mètres carrés de surface.